# St.-Stephanus-Kirche (Collenberg-Fechenbach)

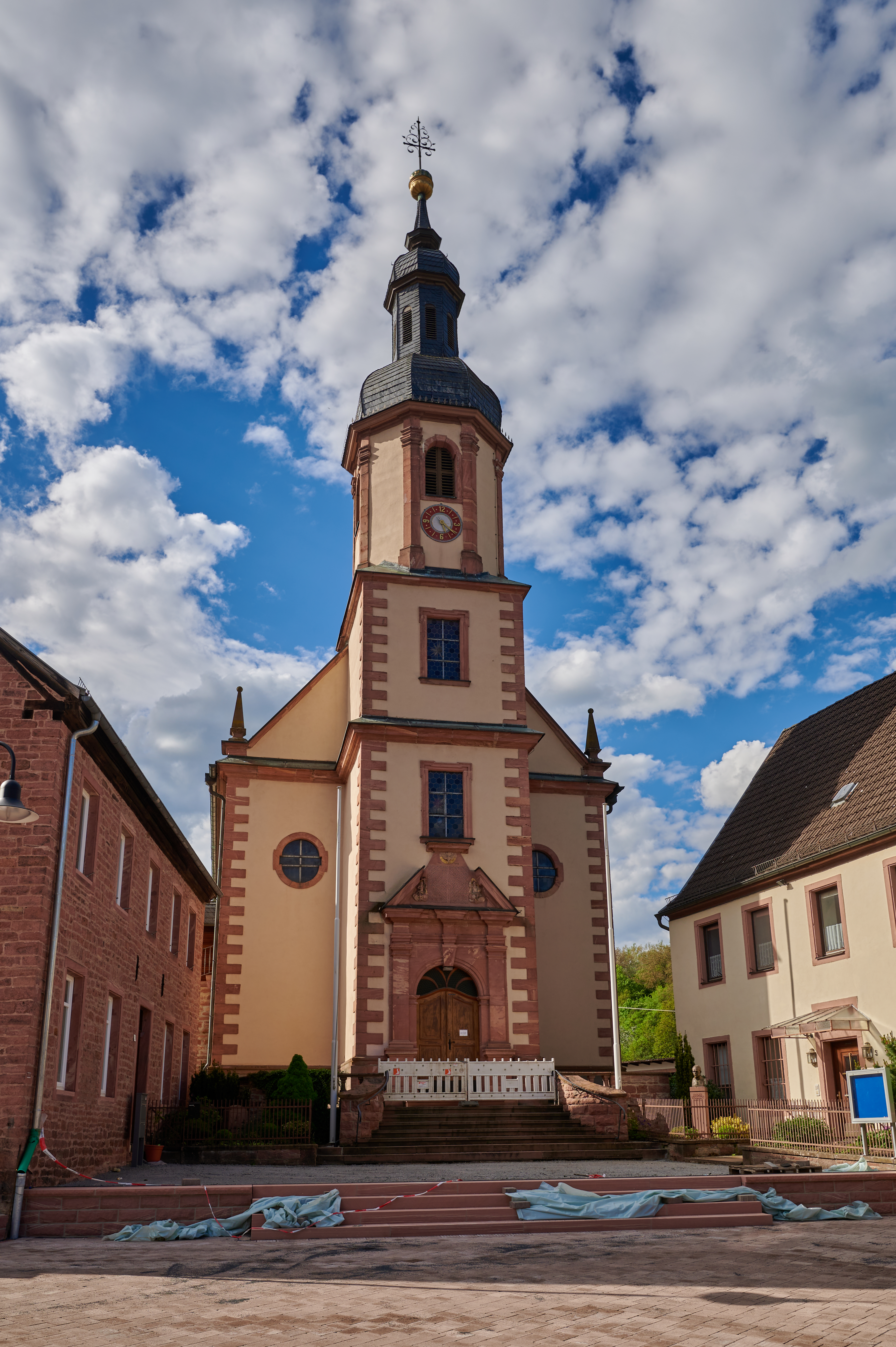
St.-Stephanus-Kirche (Collenberg-Fechenbach)

Die römisch-katholische St.-Stephanus-Kirche ist ein denkmalgeschütztes Kirchengebäude, das in Fechenbach steht, einem Gemeindeteil der Gemeinde Collenberg im Landkreis Miltenberg (Unterfranken, Bayern). Das Bauwerk ist unter der Denkmalnummer D-6-76-117-3 als Baudenkmal in der Bayerischen Denkmalliste eingetragen. Die Pfarrei gehört zur Pfarreiengemeinschaft St. Nikolaus Süd-Spessart (Dorfprozelten) im Dekanat Miltenberg des Bistums Würzburg.

## Beschreibung
Das Langhaus der verputzten, mit Ecksteinen versehenen, 1732 gebauten Saalkirche hat einen eingezogenen, dreiseitig abgeschlossenen Chor im Nordwesten und einen Fassadenturm auf quadratischem Grundriss im Südosten. Sein viertes Geschoss, das die Turmuhr und den Glockenstuhl beherbergt, ist achteckig, mit Pilastern an den Ecken verziert und mit einer verschieferten Welschen Haube bedeckt.